# 肖龙旭
肖龙旭（1962年—），山东寿光人，中国控制理论与工程专家，中国人民解放军火箭军研究院总工程师兼研究员，中国工程院院士。
2024年10月11日，肖龙旭被免去第十四届全国政协委员职务，有消息称其免职与火箭军腐败案有关。